# Jaime Gómez
Jaime David Gómez Munguía (Manzanillo, 29 de diciembre de 1929-Guadalajara, 4 de mayo de 2008), más conocido como «El Tubo» Gómez, fue un futbolista mexicano que jugaba en la posición de portero. Nació en Manzanillo, Colima. Militó y se volvió ídolo en las Chivas Rayadas de Guadalajara. Jugó en la época del Campeonísimo donde consiguieron siete títulos en un lapso de nueve años. Se mantuvo como jugador en activo del club de 1949 a 1964.

## Fútbol
Debutó el 5 de mayo de 1950 en el Guadalajara contra el San Sebastián de León, con Fausto Prieto como entrenador, pero no volvería jugar hasta la segunda vuelta del torneo 1950-51, en un partido amistoso internacional contra el San Lorenzo de Almagro. Su sobrenombre viene de su época como jugador de voleibol. En una ocasión, el cronista deportivo del diario El Informador, Fernando Cortés, comentó que el joven de 15 años, en ese entonces, le pegaba con tubo al balón, y, desde ese momento, se le llamó El Tubo.
Se convirtió en uno de los máximos símbolos del equipo Guadalajara, se destacó por su constancia bajo el arco y la manera en que sintió y defendió la camiseta rojiblanca. Participó con el equipo mexicano en la Copa Mundial de 1958 en Suecia y la de Chile de 1962. No jugó ningún partido, dao que el arquero titular fue Antonio "La Tota" Carbajal.
El Tubo Gómez es muy recordado por los aficionados del equipo, al llevar a cabo una de las mayores burlas en la historia del fútbol. Esta se dio el 24 de abril de 1965, cuando tuvo la ocurrencia, en un partido celebrado en el Parque Oro contra el Atlas, equipo rival en la ciudad de Guadalajara, de sentarse a leer una revista recargado en el marco de la portería, demostrando el poco trabajo que le daban los delanteros rivales.
Participó en los VI Juegos Deportivos Centroamericanos y del Caribe, realizados en Guatemala en 1950. Como dato curioso, cabe mencionar que lo hizo en 2 deportes: fútbol y voleibol, puesto que en 1948 El Tubo fue reconocido como el mejor jugador mexicano de voleibol. También estuvo en el II Campeonato Panamericano de Fútbol en el Distrito Federal en 1956, así como en el III Campeonato Panamericano de Fútbol en San José, Costa Rica, en 1960. Asimismo, representó a Jalisco en la selección estatal de basquetbol.
Obtuvo 6 campeonatos de Liga, 3 subcampeonatos, 4 Copas de Oro de Occidente, 4 Campeón de Campeones, 1 Copa de Campeones de la CONCACAF, 3 pentagonales internacionales y 1 Copa México.
Aparte de jugar con el Club Deportivo Guadalajara, jugó 3 temporadas con el Club de Fútbol Monterrey, 1 con el Oro de Jalisco y 1 con el Club de Fútbol Laguna. Fue designado en 1971 como el más grande deportista manzanillense de todos los tiempos. Ingresó al Museo y Salón de la Fama del Deporte y el Espectáculo de México en febrero de 1988. Ingresó al Salón de la Fama del Deporte Colimense en 2004. El 12 de mayo del 2007, el Ayuntamiento de Manzanillo y el Instituto Municipal del Deporte conceden el nombre de Jaime Tubo Gómez a la Unidad Deportiva III de la Colonia de las Garzas en Manzanillo, Colima.
En noviembre del 2012, Jaime "Tubo" Gómez fue inducido al Salón de la Fama del Fútbol en Pachuca.

## Clubes
| Club                       | País   | Año         |
| -------------------------- | ------ | ----------- |
| Club Deportivo Guadalajara | México | 1950 - 1964 |
| CF Monterrey               | México | 1964 - 1967 |
| Club Deportivo Oro         | México | 1968 - 1969 |
| Club de Fútbol Laguna      | México | 1969 - 1970 |

## Voleibol
Fue Campeón del estado de Jalisco de 1.ª fuerza de 1945 a 1949, por lo que fue nominado a mejor jugador estatal en 1946, 1947, 1948 y 1949. Además, luego del Campeonato Nacional de 1.ª fuerza en Puebla, nominado a Mejor jugador de la República Mexicana. Participó en el Campeonato Nacional de 1.ª fuerza en Hermosillo, Sonora, en 1949. Participó con la selección de Jalisco en los Juegos Deportivos Nacionales de la Revolución en el Distrito Federal en 1949. Representó a México en los VI Juegos Deportivos Centroamericanos y del Caribe, efectuados en Guatemala en 1950, en donde ganó la medalla de oro.

## Basquetbol
Fue Campeón Interuniversitario de novatos en 1946; Subcampeón estatal de 2.ª Fuerza con la Universidad de Guadalajara en 1947 y campeón estatal de 2.ª fuerza en 1948. Para 1949, fue Campeón estatal de 1.ª fuerza. Logró el Campeonato Nacional de 2.ª fuerza en Torreón, Coahuila en 1948 y el de 1.ª fuerza en Mazatlán, Sinaloa en 1949.

## Muerte
A los 78 años de edad, Jaime Gómez falleció en su domicilio después de una lucha contra el cáncer de páncreas.

## Participaciones en Copas del Mundo
| Mundial                        | Sede   | Resultado    |
| ------------------------------ | ------ | ------------ |
| Copa Mundial de Fútbol de 1958 | Suecia | Primera fase |
| Copa Mundial de Fútbol de 1962 | Chile  | Primera fase |

## Palmarés

### Campeonatos regionales
| Título                   | Club                       | País   | Año  |
| ------------------------ | -------------------------- | ------ | ---- |
| Copa de Oro de Occidente | Club Deportivo Guadalajara | México | 1954 |
| Copa de Oro de Occidente | Club Deportivo Guadalajara | México | 1955 |
| Copa de Oro de Occidente | Club Deportivo Guadalajara | México | 1956 |
| Copa de Oro de Occidente | Club Deportivo Guadalajara | México | 1960 |

### Campeonatos nacionales
| Título                    | Club                       | País   | Año     |
| ------------------------- | -------------------------- | ------ | ------- |
| Primera división mexicana | Club Deportivo Guadalajara | México | 1956/57 |
| Campeón de Campeones      | Club Deportivo Guadalajara | México | 1957    |
| Primera división mexicana | Club Deportivo Guadalajara | México | 1958/59 |
| Campeón de Campeones      | Club Deportivo Guadalajara | México | 1959    |
| Primera división mexicana | Club Deportivo Guadalajara | México | 1959/60 |
| Campeón de Campeones      | Club Deportivo Guadalajara | México | 1960    |
| Primera división mexicana | Club Deportivo Guadalajara | México | 1960/61 |
| Campeón de Campeones      | Club Deportivo Guadalajara | México | 1961    |
| Primera división mexicana | Club Deportivo Guadalajara | México | 1961/62 |
| Primera división mexicana | Club Deportivo Guadalajara | México | 1963/64 |
| Copa México               | Club Deportivo Guadalajara | México | 1962-63 |
| Campeón de Campeones      | Club Deportivo Guadalajara | México | 1964    |

### Copas internacionales
| Título                           | Club (*)                   | Lugar  | Año  |
| -------------------------------- | -------------------------- | ------ | ---- |
| Copa de Campeones de la Concacaf | Club Deportivo Guadalajara | México | 1962 |